# آن و آن
آن و آن نام یک آلبوم موسیقی اثر حسین علیزاده، هنرمند ایرانی است که در سبک سنتی تهیه شده و دارای ۱۵ آهنگ است. پژمان حدادی نیز در ساخت این آلبوم همکاری کرده‌است.
این آلبوم کنسرت دو اجرای بداهه‌نوازی جدا توسط حسین علیزاده و پژمان حدادی در آمریکا است و در ۲۹ اردیبهشت ۱۳۸۸ در بازار موسیقی پخش شد. در بخش نخست این آلبوم قطعاتی در آواز دشتی و در قسمت دوم قطعاتی در آواز بیات اصفهان اجرا شده است.

## فهرست آهنگ‌ها
| ردیف | آهنگ       |
| ۱    | دل به دل   |
| ۲    | به ابد     |
| ۳    | شکواییه    |
| ۴    | در پی روزن |
| ۵    | سحرگاه     |
| ۶    | شتافت      |
| ۷    | زلال       |
| ۸    | مستانه     |
| ۹    | پدیدار     |
| ۱۰   | در اندرون  |
| ۱۱   | در پی      |
| ۱۲   | شوق پرواز  |
| ۱۳   | خیال پرواز |
| ۱۴   | پرواز      |
| ۱۵   | بی غبار    |